# Belagerung der Marienburg
Die Belagerung der Marienburg war eine kriegerische Auseinandersetzung um den Besitz der Ordensburg Marienburg im heutigen Malbork nach der vernichtenden Niederlage des Heeres des Deutschen Ordens gegen das vereinigte polnisch-litauische Heer in der Schlacht bei Tannenberg. Die Belagerung der Burg, die  von wenigen Teilkräften unter dem Komtur Heinrich von Plauen verteidigt wurde, durch polnische und litauische Truppen dauerte vom 26. Juli 1410 bis zum 19. September 1410. Dem Deutschen Orden gelang es, die Festung zu halten. Die repräsentativ ausgebaute Marienburg war von 1309 bis 1454 Sitz der Hochmeister und war somit administratives Zentrum und galt als Symbol der Landesherrschaft des Deutschen Ordens.

## Vorgeschichte
Nach der Niederlage des Ordens bei Tannenberg 1410 gegen ein polnisch-litauisches Heer, in dessen Folge das Ordensheer fast vollständig vernichtet wurde und zudem der Hochmeister Ulrich von Jungingen fiel, flohen Teile des verbliebenen Restes des Ordensheeres in ihre Hauptfestung, die Marienburg.
Die polnischen und litauischen Truppen unter Oberbefehl des polnischen Königs Jagiełło, insgesamt 26.000 Mann (15.000 Polen und 11.000 Litauer), verbrachten nach der Schlacht bei Tannenberg noch zwei Tage auf dem Schlachtfeld, um die zerstreuten Truppen zu sammeln. Erst am dritten Tag nach der Schlacht marschierte das polnisch-litauische Heer schließlich in Richtung Marienburg, wobei es für die 70 km lange Strecke zur Marienburg sechs Tage benötigte. Diese unterdurchschnittliche Marschzeit ist umso erstaunlicher, da sich die auf der Marschroute befindlichen Ordensburgen Hohenstein, Osterode, Mohrungen und Christburg ausnahmslos kampflos ergaben und das polnisch-litauische Heer auf keinen nennenswerten Widerstand traf.
Heinrich von Plauen, der Komtur von Schwetz, vom gefallenen Hochmeister mit einer Reserve von 2.000 bis 3.000 Mann zur Verteidigung des Weichselübergangs bei Schwetz und zur militärischen Unterstützung des Vogtes der Neumark, Michael Küchmeister von Sternberg betraut, zog unterdessen unverzüglich zur Marienburg und erreichte sie noch vor dem polnisch-litauischen Heer.
Zwar war Werner von Tettlingen als Großspittler des Deutschen Ordens dessen letzter verbliebener Großgebietiger, jedoch war er bereits sehr betagt und hatte sich nach der Schlacht bei Tannenberg in seine Residenz Elbing zurückgezogen. So wählten die in der Ordensburg verbliebenen Ordensritter den tatkräftigen Heinrich von Plauen zum Statthalter des Hochmeisters. Ungeachtet der Formalitäten begann er unverzüglich nach seinem Eintreffen mit den Vorbereitungen zur Verteidigung der Burg.
Die vor den Mauern der Festung gelegene Stadt Marienburg konnte nicht verteidigt werden und hätte den polnisch-litauischen Truppen Unterkunft und einen hervorragend gedeckten Aufstellplatz für ihre Belagerungsmaschinen geboten. Um ein besseres Schussfeld auf sich nähernde Angreifer zu erhalten, wurde die gesamte Stadt Marienburg kurzerhand niedergebrannt. Die ortsansässige Bevölkerung wurde größtenteils provisorisch im weiträumigen Vorhof der Burg untergebracht. Es wurde versucht, die Ressourcen des Umlandes an Vorräten und Vieh in die Mauern der Marienburg zu bringen. Die Brücke über die Nogat musste abgerissen werden, weil der Brückenkopf am anderen Ufer nicht verteidigt werden konnte.
Die mit Heinrich von Plauen bereits eingetroffenen Truppen wurden durch Verstärkungen aus dem noch nicht besetzten Ordensland, Überlebende der Schlacht (circa 1.500 Mann) und 400 zuziehende Seeleute aus der Stadt Danzig, mit Harnischen und Handwaffen ausgerüstet, verstärkt. So befanden sich zu Beginn der Belagerung neben den geflüchteten Bewohnern des Umlandes etwa 4.000 bis 5.000 Mann kampfkräftiger Truppen in der Burg. Die ursprünglich auf der Burg vorhandenen Steinbüchsen waren auf Befehl Ulrichs von Jungingen nachträglich ins Feldlager bei Kauernick am Fluss Dwerenz gebracht worden. Sie fielen bei Tannenberg in die Hände des polnisch-litauischen Heeres. Das Fehlen von Artillerie sollte sich als taktischer Nachteil für die Verteidiger erweisen.

## Belagerung der Marienburg (26. Juli 1410 – 19. September 1410)

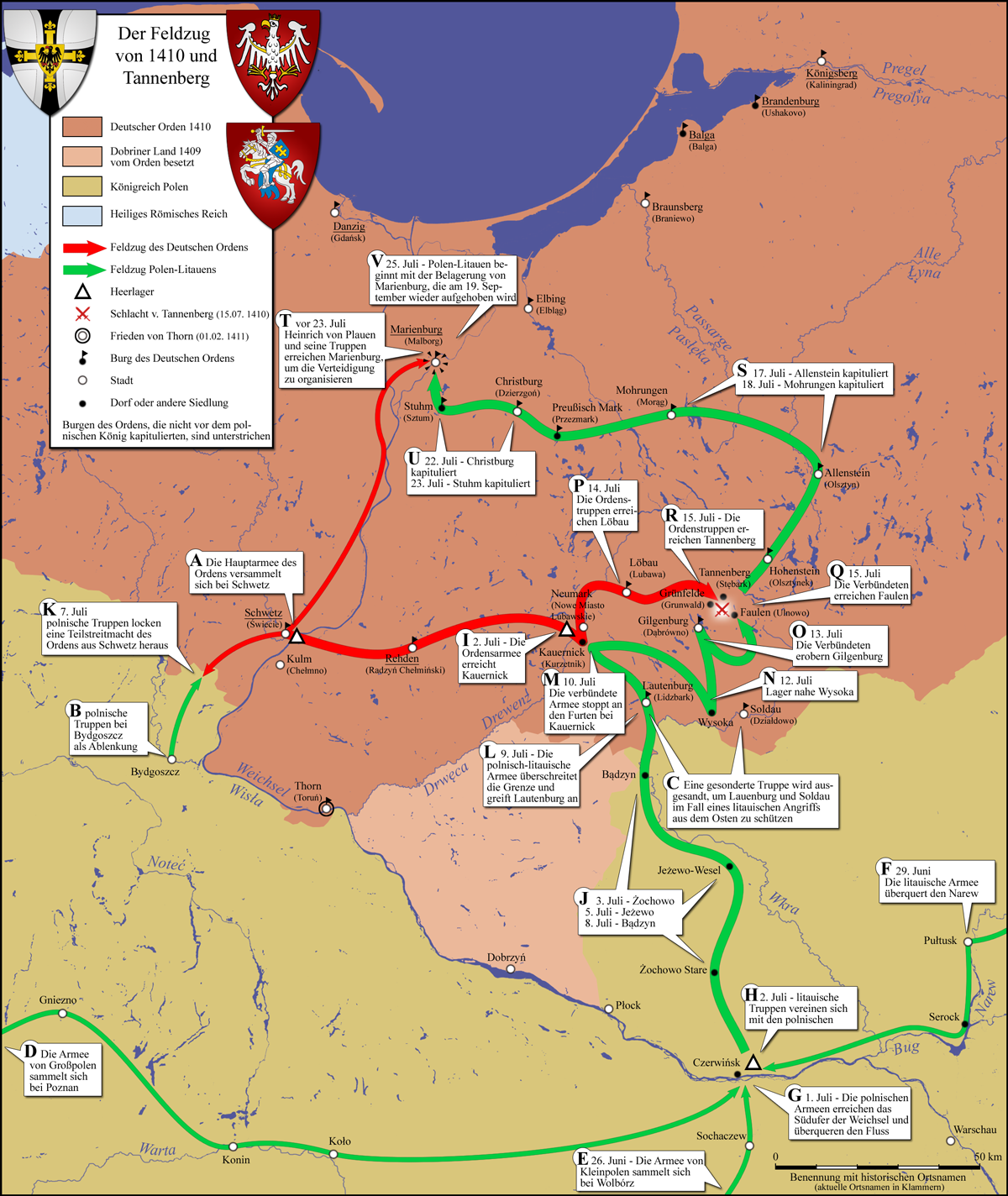
Karte des Feldzugs 1410 mit dem entscheidenden Treffen bei Tannenberg sowie der Belagerung der Marienburg

Am 26. Juli 1410 erschienen die ersten Vorausabteilungen des polnisch-litauischen Heeres vor der Marienburg. Nach der Übergabe des Leichnams des bei Tannenberg gefallenen Hochmeisters Ulrich von Jungingen wurde die Burg eingeschlossen und beschossen. Die Belagerer verwendeten unter anderem in der Schlacht erbeutete Steinbüchsen des Ordens.
Die Belagerten unternahmen jedoch häufige Ausfälle, die den Belagerern schwere Verluste zufügten. Dennoch verschärfte sich die Lage der Verteidiger und die Moral der bisher weitgehend auf sich gestellten und isolierten Burgbesatzung sank. Als Heinrich von Plauen erfuhr, dass der Orden nur noch im Besitz der Burgen Rheden, Danzig, Schwetz, Schlochau, Balga, Brandenburg, Königsberg und der Burgen östlich von Königsberg war, wollte er nicht zuletzt auf Druck der eigenen Ordensritter Friedensverhandlungen mit weitgehenden Zugeständnissen an seine Kontrahenten beginnen. Jagiełło forderte jedoch die Übergabe der Burg als Hauptbedingung für Friedensverhandlungen. Eine Aufgabe des Haupthauses des Ordens war aber mit einer bedingungslosen Kapitulation gleichzusetzen, was dem Statthalter inakzeptabel erschien. Daraufhin brach Heinrich die Verhandlungen ab.
Taktisch wurde die Belagerung durch die Polen und Litauer ausgesprochen nachlässig gehandhabt und die Kommunikation des Ordens nach außen nicht unterbunden. So gelang es einem älteren Priester 30.000 ungarische Dukaten aus der Marienburg zu schmuggeln, um Söldner anzuheuern.
Mit fortschreitender Dauer der Belagerungskämpfe verschlechterte sich die Lage für die Belagerer deutlich. So breiteten sich in der drückenden Sommerhitze Seuchen und Ungeziefer aus. Außerdem wurden Lebensmittel und Futter knapp.
Mit dem Eingang eines Schreibens des livländischen Ordensmarschalls änderte sich die strategische Lagebeurteilung zugunsten des Ordens, was sich nachhaltig auf die Moral der Verteidiger auswirkte: Ein livländisches Heer zum Entsatz der Marienburg stand bereits bei Königsberg. Heinrich von Plauen erreichte eine weitere Depesche, deren Absender König Sigismund von Ungarn, später Kaiser des Heiligen Römischen Reiches, die Ordensleute zum Durchhalten aufforderte und zudem militärische Unterstützung zusagte. Heinrich von Plauen ließ den Brief des Königs unter Fanfarenklängen vor angetretener Mannschaft verlesen.
Der polnische König Jagiełło befahl indes dem litauischen Großfürsten Vytautas, dem livländischen Heer mit seinen litauischen Truppen entgegenzuziehen. Als dieser jedoch erkannte, dass bereits das gesamte nördliche Preußen unter Waffen stünde, kehrte seine Streitmacht zum Hauptheer der Polen vor der Marienburg zurück.
Die Lage wurde für die Belagerer nun kritisch. Aufgrund von Fahnenflucht, Krankheiten und der Kampfhandlungen lichteten sich die Reihen des polnisch-litauischen Heeres.  Das livländische Entsatzheer erreichte das Ermland und war damit nur noch wenige Tagesmärsche von der Marienburg entfernt. Die Söldner im Belagerungsheer waren wegen des ausbleibenden Soldes unzufrieden, und aus dem Westen rückten Söldnerabteilungen des Ordens aus Pommern und der Mark in Richtung der Marienburg vor.
Wegen der unhaltbaren Zustände und der fortgeschrittenen Jahreszeit rückte Vytautas schließlich eigenmächtig mit seinen Truppen nach Litauen ab, wenige Tage später folgte der Herzog von Masowien seinem Beispiel. Als die Nachricht vom Einfall von Streifscharen des ungarischen Königs ins südliche Polen eintraf, hob der polnische König die Belagerung auf. Am 19. September 1410 zogen sich die Belagerer zurück. Die durch den Beschuss schwer beschädigte Burg hatte standgehalten.

## Folgen der Belagerung
Die erfolgreiche Verteidigung der Marienburg war kurz- und mittelfristig betrachtet ein Sieg für den Orden, doch auf lange Sicht hatte die schwere Niederlage bei Tannenberg bereits das Ende des Ordensstaates eingeleitet.
Innerhalb von 14 Tagen gelang es dem Ordensheer, fast das gesamte Ordensland erneut zu besetzen und die von Polen und Litauern eingenommenen Burgen schnell wiederzuerobern. Am 9. November 1410 wurde der erfolgreiche Verteidiger des Haupthauses Heinrich von Plauen zum Hochmeister gewählt.
Am 1. Februar 1411 beendete Heinrich von Plauen im Ersten Frieden von Thorn den Krieg mit Polen. Der Orden musste dabei Gebiete abtreten. Gewichtiger waren jedoch die hohen Kriegsentschädigungen. Diese zwangen Heinrich zu Steuererhöhungen. Durch die neuen Lasten und wegen des Risikos eines weiteren von Heinrich angestrebten Krieges wuchs die Opposition sowohl der Landstände als auch innerhalb der Korporation des Ordens. 1413 wurde er als Hochmeister abgesetzt, des Hochverrats beschuldigt und mit seinem Bruder, dem Komtur von Danzig, inhaftiert, wo er ein Jahrzehnt in Haft blieb.
Nach einer weiteren Belagerung der Marienburg im Verlauf des Dreizehnjährigen Krieges im Jahre 1454 musste der Hochmeister Ludwig von Erlichshausen, da er sich in eklatanten finanziellen Schwierigkeiten befand, die Burg 1455 an seine unbezahlten Söldner verpfänden. Diese verkauften sie dann direkt an den polnischen König, womit die Präsenz des Deutschen Ordens in seinem ehemaligen Haupthaus endete.

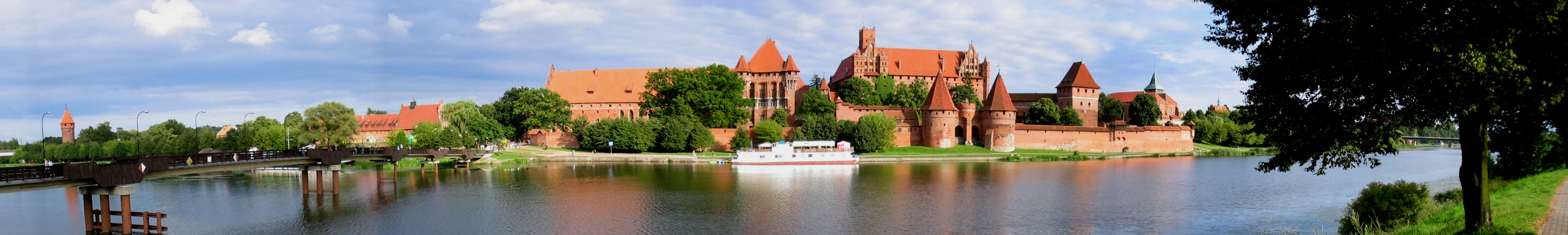
Die Ordensburg Marienburg in der Gegenwart

## Legenden

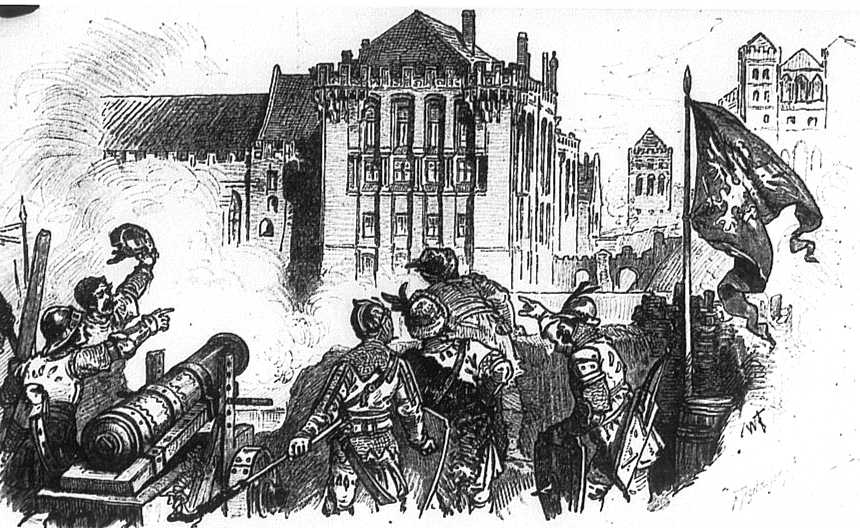
Fiktive Darstellung der Beschießung durch polnisch-litauische Artillerie

Während der Belagerung soll eine Steinbüchse der Belagerer auf den Remter des Hochschlosses abgeschossen worden sein, wo sich die Ordensritter zu diesem Zeitpunkt zur Beratung versammelten. Das Projektil, auf den einzig tragenden Pfeiler gezielt, verfehlte ihn und blieb in der Ziegelkonstruktion der Wand stecken, wo es sich noch heute befindet.
Eine auf das acht Meter große Marienbild in der Südfassade gerichtete Steinbüchse soll beim Abfeuern explodiert sein und der Frevel an der „Mutter Gottes“ an dem dabei schwer verletzten Stückmeister „mit Blindheit bestraft“ worden sein.

## Zeitgenössische Chroniken
- Jan Długosz: Annales seu Cronicae incliti Regni Poloniae (Chronik Polens, um 1445–1480).
- Johann von Posilge: Chronik des Landes Preussen fertiggestellt um 1418
- Unbekannter Verfasser: Cronica conflictus Wladislai regis Poloniae cum cruciferis, Anno Christi 1410. Link: Z. Celichowski, Poznań 1911

## Belletristik
- Ernst Wichert: Heinrich von Plauen. Historischer Roman aus dem deutschen Osten. Schild-Verlag, München 1959 (2 Bde., Nachdruck der Ausgabe der Deutschen Buch-Gemeinschaft Berlin, 1881)[1]